# Urocteana
Urocteana is een geslacht van spinnen uit de familie spiraalspinnen.

## Soorten
- Urocteana poecilis Roewer, 1961